# Elatostema prunifolium
Elatostema prunifolium är en nässelväxtart som beskrevs av Wen Tsai Wang. Elatostema prunifolium ingår i släktet Elatostema och familjen nässelväxter. Inga underarter finns listade i Catalogue of Life.